# Puente de la Cárcel
El puente de la Cárcel es un puente ubicado en el municipio español de Estella, Navarra. Cruza el río Ega y une el barrio de San Pedro de la Rúa con el casco antiguo. Por su aspecto, también es denominado puente Picudo. 

## Reformas
El puente original databa del siglo XII. Reedificado en el siglo XVI, fue destruido en la tercera guerra carlista y reconstruido respetando su estructura en 1873. Su última reforma tuvo lugar en 1975.